# Peter van der Linden

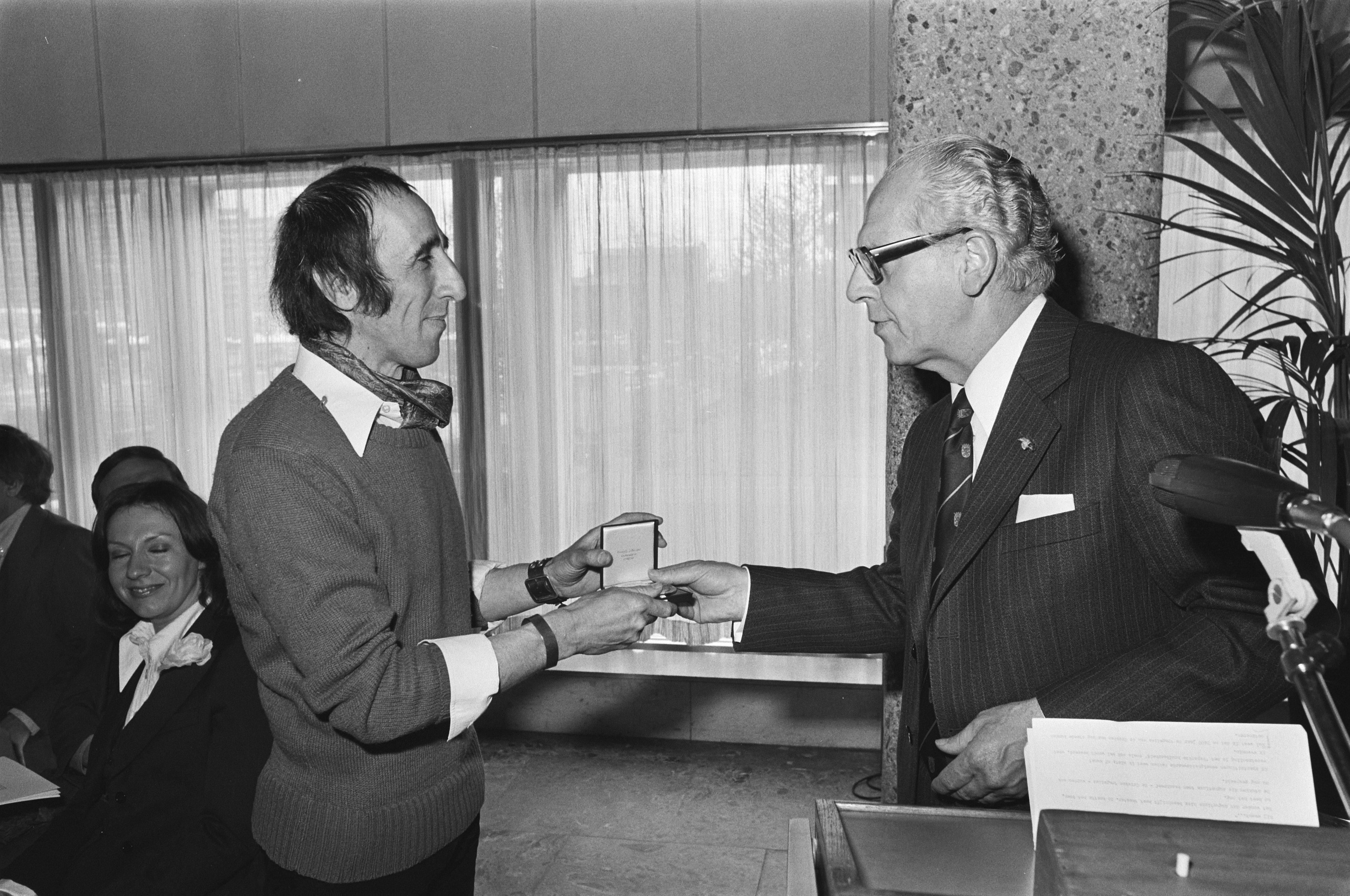
Van der Linden ontvangt toneelprijs Louis d'Or (1976)

Peter van der Linden (Den Haag, 1 december 1923 – Den Haag, 20 maart 2019) was een Nederlands acteur en verhalenverteller.

## Leven en werk
Van der Linden was een zoon van acteur en regisseur Jan van der Linden. Na zijn opleiding aan de tekenacademie en landbouwschool in Ommen werkte hij enige tijd als boerenknecht. Via zijn vader kwam Van der Linden als figurant terecht bij het Residentie Tooneel. Zijn professionele debuut maakte hij in 1948 bij het Zuid Nederlandsch Tooneel en hij speelde en regisseerde bij diverse gezelschappen, waaronder de Nederlandse Comedie en Toneelgroep Theater.
In de herfst van 1971 richtte Van der Linden samen met regisseur Erik Vos en acteurs Christine Ewert, Do van Stek en Carol Linssen Toneelgroep De Appel op. Binnen dit gezelschap was Van der Linden de creatieve motor van improvisatievoorstellingen als Kisten (1973) en Tafels (1974). Hij bleef, als acteur en regisseur, tot en met 1984 vast verbonden aan het gezelschap, waarna hij verhalen bleef vertellen in zijn eigen huis aan de Riouwstraat: Theatertje Thuis. Van der Linden vertelde verhalen uit verschillende tradities en paste die gaandeweg aan. 'Het worden als het ware je eigen verhalen.'
Van der Linden ontving in 1968 de Arlecchino voor zijn rol van Signor Palmiro in Vanavond improviseren wij bij Toneelgroep Theater en in 1976 de Louis d'Or voor zijn rol van Klytemnestra in Agamemnoon bij Toneelgroep De Appel.

## Publicaties
- De twaalf vensters van kristal en andere Russische vertellingen. Verteld door Peter van der Linden en op papier gezet door Simon Burgers. Schiedam, Artemis, 2007. ISBN 9789077075531
- De Wolkenberg. Oosterse sprookjes. Verteld door Peter van der Linden. Rotterdam, Ziederis, 2004. ISBN 907004207X
- De avonturen van Pinokkio. Vrij voor het toneel bewerkt in 5 bedrijven, naar het gelijknamige boek van Collodi door Peter van der Linden. Krommenie, Nederlandse Vereniging voor Amateurtheater, 2004. Geen ISBN.